# Imunost krda
Imunost krda ili imunitet krda pojam je iz imunologije koji se često rabi kod cijepljenja. Oblik je neizravne zaštite od zaraznih bolesti koji nastaju kada je veliki postotak populacije postalo imun na zaraznu bolest, bilo prethodnim infekcijama, bilo cijepljenjem, čime se osigurava mjera zaštite za osobe koje nisu imune. Izraz prvi se put koristio 1923. godine. Kao prirodni fenomen prepoznat je 1930-ih, kada je uočeno da je nakon što je značajan broj djece postao imun na ospice, broj novih infekcija privremeno smanjen, uključujući i među osjetljivom djecom. Masovno cijepljenje radi izazivanja imuniteta stada postalo je uobičajeno i pokazalo se uspješnim u sprječavanju širenja brojnih zaraznih bolesti
U populaciji u kojoj velik dio pojedinaca posjeduje imunost takve osobe vjerojatno neće doprinijeti prenošenju bolesti.Tada su vjerojatnije lanci infekcije poremećeni, što zaustavlja ili usporava širenje bolesti. 
Što je veći udio imunih pojedinaca u zajednici, to je manja vjerojatnost da će neimuni pojedinci stupiti u kontakt s inficiranom osobom, pomažući u zaštiti neimunih pojedinaca od infekcije.
Pojedinci mogu postati imuni oporavkom od ranije infekcije ili cijepljenjem. Neki pojedinci ne mogu postati imuni iz medicinskih razloga, kao što su imunodeficijencija ili imunosupresija, a za ovu skupinu imunitet krda je ključna metoda zaštite.

## Vanjske poveznice
- IMUNITET KRDA Znanstvenici s Oxforda tvrde da je zaraženo 30 milijuna Britanaca, je li cijena previsoka?
- Što je 'imunitet krda'?  Arhivirana inačica izvorne stranice od 26. ožujka 2020. (Wayback Machine)

|  | Molimo pročitajte upozorenje o korištenju medicinskih informacija. Ne provodite liječenje bez savjetovanja s liječnikom! |